# Thermutis velutina
Thermutis velutina är en lavart som först beskrevs av Erik Acharius, och fick sitt nu gällande namn av Flot. Thermutis velutina ingår i släktet Thermutis och familjen Lichinaceae.  Arten är reproducerande i Sverige. Inga underarter finns listade i Catalogue of Life.